# Джордан (Вісконсин)
Джордан (англ. Jordan) — місто (англ. town) в США, в окрузі Ґрін штату Вісконсин. Населення — 602 особи (2020).

## Демографія
Згідно з переписом 2010 року, у місті мешкала 641 особа в 232 домогосподарствах у складі 185 родин. Було 254 помешкання
Расовий склад населення:
| - 99,2 % — білих - 0,3 % — корінних американців - 0,2 % — чорних або афроамериканців |

До двох чи більше рас належало 0,2 %. Частка іспаномовних становила 0,5 % від усіх жителів.
За віковим діапазоном населення розподілялося таким чином: 24,3 % — особи молодші 18 років, 63,8 % — особи у віці 18—64 років, 11,9 % — особи у віці 65 років та старші. Медіана віку мешканця становила 44,3 року. На 100 осіб жіночої статі у місті припадало 112,3 чоловіків;  на 100 жінок у віці від 18 років та старших — 121,5 чоловіків також старших 18 років.
Середній дохід на одне домашнє господарство  становив 94 979 доларів США (медіана — 62 500), а середній дохід на одну сім'ю — 98 980 доларів (медіана — 71 250). Медіана доходів становила 42 917 доларів для чоловіків та 39 375 доларів для жінок. За межею бідності перебувало 4,4 % осіб, у тому числі 0,0 % дітей у віці до 18 років та 9,9 % осіб у віці 65 років та старших.
Цивільне працевлаштоване населення становило 303 особи. Основні галузі зайнятості: освіта, охорона здоров'я та соціальна допомога — 25,7 %, будівництво — 11,6 %, виробництво — 11,2 %.